# Priselasticitet
En varas priselasticitet visar hur många procent den efterfrågade kvantiteten förändras då priset ökar med en procent. I normalfallet är elasticiteten ett negativt tal, d.v.s. efterfrågan minskar då priset ökar; det omvända kallas giffen-vara och är ytterst ovanligt. Ofta anges dock en negativ elasticitet utan tecken av bekvämlighetsskäl.
Priselasticitet brukar betecknas med lilla epsilon, ε. Om |ε| > 1 sägs att varan är elastisk, det vill säga priskänslig, då |ε| = 1 är varan enhetselastisk och då 0 < |ε| < 1 är varan oelastisk, det vill säga ej priskänslig.

## Förklaring
Tänk ett diagram med Pris i lodrät axel och Kvantitet i vågrät axel. Om kurvan är flack betyder det att en prisförändring ger en stor förändring av kvantiteten, då brukar man säga att priselasticiteten är hög. Om kurvan istället är brant betyder det att kvantiteten inte är särskilt känslig för prisförändringar, då är priselasticiteten låg. (Detta säger inte nödvändigtvis något om kausalitet).
Exempel på elastiska, priskänsliga, varor är restaurangbesök, utlandsresor och andra lyxvaror. Medan t.ex. baslivsmedel är oelastiska varor med andra ord ej priskänsliga. 
Kundgrupper med sämre ekonomi är mer priskänsliga än de med god ekonomi, vilket är ganska självklart.
Om företaget gör en mindre prisändring och efterfrågan bara ändras marginellt talar vi om att efterfrågan är oelastisk (låg priskänslighet). Skulle däremot den mindre prisändringen leda till en ganska avsevärd förändring i efterfrågan talar vi om att efterfrågan är elastisk (hög priskänslighet).
Matematiskt beräknas priselasticiteten genom att den procentuella kvantitets- förändringen i täljaren divideras med den procentuella prisförändringen av priset i nämnaren.
Faktorer som gör en efterfrågan mindre priselastisk kan exempelvis vara:
- Få eller inga alternativ
- Få eller inga konkurrenter
- Köparna har svårt att ändra vanor och beteende
- Köparna anser att priset är rimligt

Illustrationer av fullständig elasticitet och fullständig oelasticitet.
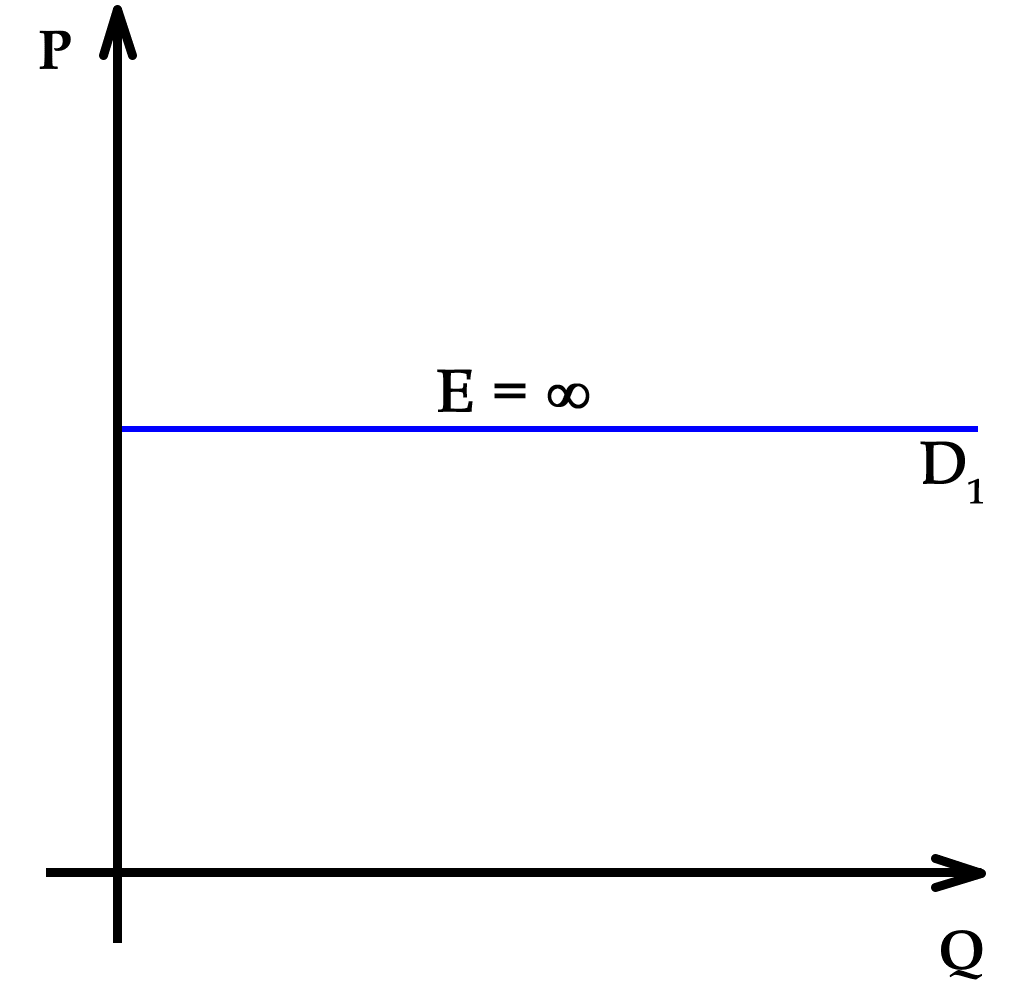
Efterfrågekurvan (D1) är fullständigt ("oändligt") elastisk.
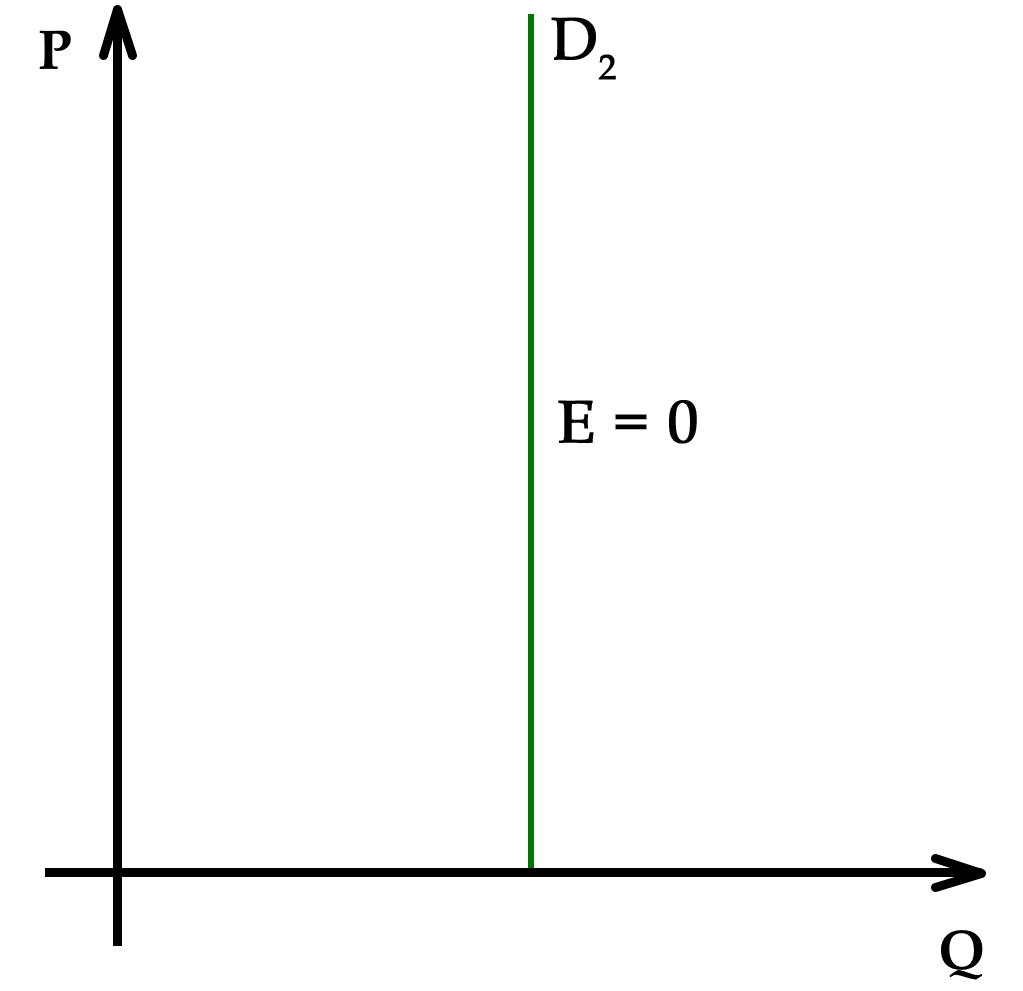
Efterfrågekurvan (D2) är fullständigt oelastisk.
Enhetselasticiteten för en utbudskurva som skär genom origo.

## Formell teori
Om man endast har två observationer av pris och kvantitet för en vara, {\displaystyle (p_{1},q_{1})} och {\displaystyle (p_{2},q_{2})}, kan genomsnittlig elasticitet i intervallet skattas enligt:
{\displaystyle \varepsilon ={\frac {q_{1}-q_{2}}{p_{1}-p_{2}}}\cdot {\frac {p_{1}+p_{2}}{q_{1}+q_{2}}}}
Generellt kan priselasticiteten uttryckas matematiskt som:
{\displaystyle \varepsilon ={\frac {dq}{dp}}\cdot {\frac {p}{q}}}
där ε är elasticiteten, p är priset och q är kvantiteten som funktion av p.
Funktionen q kan exempelvis vara {\displaystyle q(p)=50-p} vilket innebär att vid priset 0 efterfrågas 50 varor och vid priset 50 efterfrågas 0 varor.